# Ligne de Berlin à Dresde
La ligne de Berlin à Dresde est une artère ferroviaire électrifiée à double voie dans l'Allemagne orientale, dans les Länder de Berlin, Brandebourg et Saxe. D'une longueur de 174,2 km, elle dessert la gare d'Elsterwerda entre les régions de Fläming et de Basse-Lusace. 
La ligne est mise en service le 18 juin 1875 par la Berlin-Dresdener Eisenbahn-Gesellschaft (Société de chemin de fer Berlin-Dresde) fondée en 1872. L'électrification de la ligne date du 15 mai 1933. La gare berlinoise de partance était de 1875 à 1882 l'ancienne gare de Dresde à Berlin avant de se déplacer à la gare d'Anhalt jusqu'en 1959. Aujourd'hui on prend le train vers Dresde à la gare de Berlin Südkreuz.
Une ligne à grande vitesse à 200 km/h est actuellement en construction. Sa réalisation a été maintes fois repoussé. Le délai actuel est estimé à l'horizon 2026

## Évolution du temps de trajet
Temps de trajet le plus court
| Année     | Berlin – Dresde [min] | Dresde – Berlin [min] | Gare berlinoise     |
| --------- | --------------------- | --------------------- | ------------------- |
| 1905      | 170                   | 165                   | Gare d'Anhalt       |
| 1937/1938 | 101                   | 100                   | Gare d'Anhalt       |
| 1960      | 152                   | 168                   | Gare de l'Est       |
| 1976      | 114                   | 115                   | Gare de l'Est       |
| 1988      | 161                   | 145                   | Gare de Lichtenberg |
| 1994      | 108                   | 110                   | Gare de l'Est       |
| 2005      | 131                   | 135                   | Gare de l'Est       |
| 2009      | 138                   | 136                   | Gare centrale       |
| 2011      | 118                   | 130                   | Gare centrale       |
| 2012      | 127                   | 129                   | Gare centrale       |
| 2013      | 126                   | 130                   | Gare centrale       |
| 2014      | 124                   | 131                   | Gare centrale       |
| 2015      | 123                   | 128                   | Gare centrale       |
| 2016      | 118                   | 124                   | Gare centrale       |
| 2017      | 112                   | 122                   | Gare centrale       |